# Abundanz (Ökologie)
Die Abundanz (von lateinisch abundantia „Überfluss“, Adjektiv abundant), auch Dichte, Häufigkeit oder Mengengrad, bezeichnet in der Ökologie die Anzahl der Individuen einer Art, bezogen auf ihr Habitat. Sie kann ebenso die absolute Zahl der dort siedelnden oder wohnenden Arten bedeuten. Arten gelten als „abundant“, wenn sie relativ (in Bezug auf die Größe des Lebensraums) häufig sind. Die Populationsdichte kann mit der Abundanz gleichgesetzt werden, sobald die betrachtete Flächen- bzw. Raumeinheit dem Siedlungsgebiet entspricht.
Die Abundanzregel besagt, dass in vielseitig ausgestatteten Ökosystemen die Arten mit großer Reaktionsbreite die größte Abundanz erreichen. Dahingegen erreichen in arm ausgestatteten Ökosystemen Arten, die eine geringere, jedoch spezifisch ausgeprägtere Reaktionsbreite besitzen, eine größere Abundanz.